# Keureusek
Keureusek is een bestuurslaag in het regentschap Aceh Utara van de provincie Atjeh, Indonesië. Keureusek telt 479 inwoners (volkstelling 2010).